# Eurodab
#eurodab je pjesma finskoga repera Käärije i hrvatskog glazbenika Baby Lasagne. Izdala ju je kao singl izdavačka kuća „Warner Music Finland” 16. svibnja 2025. Pjesma je izvedena uživo dan nakon objavljivanja, u velikom finalu Pjesme Eurovizije 2025.

## Pozadina
Käärijä i Baby Lasagna stekli su međunarodnu popularnost diljem Europe nakon svojih nastupa na Pjesmi Eurovizije. Prvi je predstavljao Finsku na natjecanju 2023. sa svojom pjesmom „Cha Cha Cha” i na kraju je osvojio drugo mjesto iza Švedske. Drugi je predstavljao Hrvatsku na natjecanju 2024. sa svojom pjesmom „Rim Tim Tagi Dim”, koja je nakon objavljivanja uvelike uspoređivana s „Cha Cha Cha”. Pjesma je osvojila drugo mjesto iza Švicarske.

## Snimanje
Sredinom svibnja 2025. na TikToku se pojavio isječak #eurodab-a. Dana 12. svibnja 2025. Käärijä je potvrdio da će cijela pjesma biti objavljena 16. svibnja i da će biti u suradnji s hrvatskim glazbenikom. Baby Lasagna je izjavio da su organizatori natjecanja Pjesme Eurovizije 2025. kontaktirali oboje glazbenika, koje su zamolili neka zajedno nastupe, što su njih dvoje iskoristili za snimanje zajedničke pjesme i premijerno izvođenje tijekom spomenutog nastupa. Inicijativa je došla od Käärije i njegovog tima. Nakon snimanja demo snimke, poslao ju je Baby Lasagni koji je dovršio svoj dio i snimio je na daljinu.

## Odlike
Pjesma nostalgično podsjeća na sredinu 2010-ih kada je dab bio svjetski kulturni fenomen. Miješajući engleski s materinskim finskim i hrvatskim jezikom umjetnika, to je prva pjesma s hrvatskim tekstom objavljena pod pseudonimom Baby Lasagna.

## Izvedba
Dana 17. svibnja 2025., dan nakon izlaska pjesme, Baby Lasagna i Käärijä pojavili su se u velikom finalu Pjesme Eurovizije 2025. kao izvođači u pauzi. Izveli su kombinaciju svojih pjesama u onome što je Laura Molloy iz NME-a opisala kao „sukob nalik videoigri”, prije nego što su prvi put izveli „#eurodab”.